# Tota (arrondissement)
Pour les articles homonymes, voir Tota.
Tota est un arrondissement du département de Couffo au Bénin.

## Géographie
Tota est une division administrative sous la juridiction de la commune de Dogbo,.

## Démographie
Selon le recensement de la population effectué par l'Institut National de la Statistique Bénin en 2013, Tota compte 41341 habitants pour une population masculine de 19909 contre 21432 femmes pour un ménage de 8705.